# Centre per al Diàleg Humanitari Henri Dunant
El Centre per al Diàleg Humanitari Henri Dunant és una fundació de diplomàcia privada amb seu a Ginebra. Va ser constituïda el novembre de 1998 basada en els principis d'humanitat, imparcialitat i independència. El centre està vinculat a Creu Roja Internacional i altres organitzacions humanitàries.
El 3 de maig de 2018 a les dues del migdia el director del centre, David Harland, es va encarregar de certificar als governs espanyol i francès que ETA havia deixat d'existir.

## Objectius

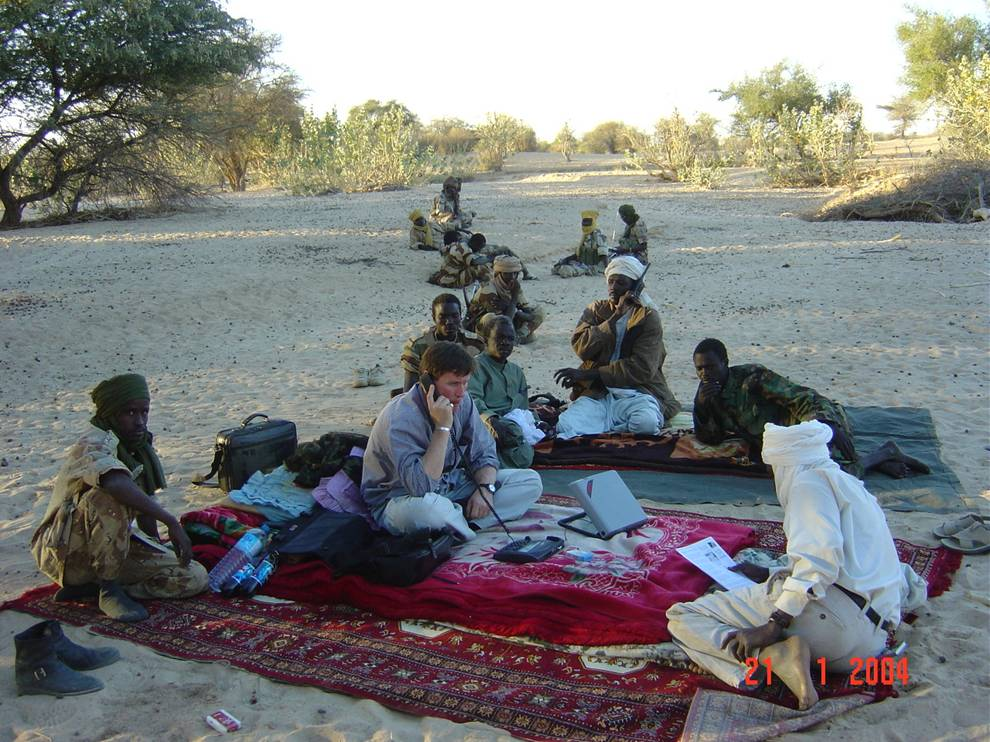
Andrew Marshall, subdirector del Centre Henri Dunant a Darfur, en comunicació amb els seus col·legues de Ginebra via satèl·lit en 2008

El centre realitza les seves activitats en quatre camps fonamentals: la mediació tècnica, la protecció civil, les negociacions per al desarmament i la reconstrucció de les infraestructures judicials als països després de finalitzats els conflictes. Ha intervingut en diferents ocasions en les activitats de mediació per a la resolució de conflictes entre països i de conflictes interns d'un país, si bé la majoria d'aquestes intervencions són desconegudes per tractar-se d'informació reservada.

## Estructura
La Fundació HD és hereva de l'Institut Henri Dunant fundat en 1965 en honor del Premi Nobel de la Pau, Henri Dunant. La seu del Centre està situada a la vora del llac Leman, en un xalet del segle xix anomenat Vila Plantamour que la ciutat de Ginebra va cedir a la fundació quan es va fundar.
El seu primer president, fins al 2021, va ser Abdul G. Koroma, jutge de la Cort Internacional de Justícia. En 2006 va assumir la presidència Michael Aaronson i el seu director executiu va ser Martin Griffiths. En 2011 el seu director executiu va passar a ser David Harland. El 2020 la seva junta directiva estava presidida per Espen Barth Eide, membre del Parlament noruec pel Partit Laborista, i pel diplomàtic francès Pierre Vimont com a vicepresident. El President Honorari de la fundació és l'espanyol Javier Solana.
El 2020 va desenvolupar 45 projectes a 40 països diferents i tenia 17 oficines obertes.

## Finançament
La fundació obté fons a través d'aportacions dels governs de diferents països com els Estats Units, Suïssa i Noruega, la Unió Europea (inclosos la majoria dels seus governs), així com altres institucions, com la Federació Internacional de la Creu Roja i la Mitja Lluna Roja. En 2004 Suïssa i Noruega aportaven més del 56% del seu pressupost.

## Certificació de la dissolució d'ETA
El centre Henri Dunant va ser l'organisme encarregat de certificar la dissolució d'ETA el 3 de maig de 2018 a les dues del migdia. El seu director, David Harland ho va comunicar als governs espanyol i francès destacant que el 93% de la banda havia votat a favor de la seva dissolució. En una compareixença restringida a la seu del centre a Ginebra va recordar que allí van començar feia 14 anys les primeres negociacions del procés de pau amb el Govern de José Luis Rodríguez Zapatero, agraint la seva labor i la de l'expresident del PSE-EE, Jesús Eguiguren, el lehendakari Iñigo Urkullu, i el coordinador general d'EH Bildu, Arnaldo Otegi. Harlan va llegir la carta d'ETA amb l'anunci de la dissolució facilitada en espanyol, basc, francès i anglès, confirmant que havia estat «verificada» pels responsables del centre. El 2005 alguns mitjans ja van informar sobre la seva labor de mediador en el procés de pau amb ETA del Govern d'Espanya. El 2011 es va publicar que el centre custodiava les actes de les reunions mantingudes entre 2006 i 2007 entre representants de l'executiu socialista amb ETA i Batasuna, assenyalant que en el moment de la ruptura de negociacions sempre va quedar oberta la via del Centre Henri Dunant com a via de comunicació.